# 东岗镇 (林州市)
东岗镇，是中华人民共和国河南省安陽市林州市下辖的一个乡镇级行政单位。

## 行政区划
东岗镇下辖以下地区：
东岗村、教场村、南木井村、东冶村、武家水村、下砚科村、上砚科村、西卢寨村、中卢寨村、东卢寨村、后郊村、砚花水村、南丁冶村、南坡村、北丁冶村、八角村、大河村、罗匡村、大井村、岩峪村、西岗村、上寨村、下寨村、北木井村和杨家寨村。